# Rhodophyta
Le alghe rosse o Rhodophyta (dall'antico greco ῥόδον, rhódon "rosa" e φυτόν, phytón "pianta", quindi "pianta rosa o rossa") sono organismi autotrofi eucarioti tra i più antichi, privi di flagelli, fotosintetizzanti, che contengono clorofilla a e d (dovuta alla presenza di cianobatteri simbionti), ficobiline contenute nei ficobilisomi e comprendenti specie plurinucleate. Vivono soprattutto nelle acque di mare calde e se ne annoverano circa 4.000 specie, (altri studi indicano 5-6000 specie e qualcuno fino a 10.000) gran parte delle quali pluricellulari. Sono organismi bio-costruttori, in quanto la loro crescita dà luogo a edifici calcarei di origine organica noti come piattaforme carbonatiche, e contribuiscono alla costruzione di vere e proprie scogliere organogene.

## Caratteristiche
La parete cellulare è povera di cellulosa ma ricca di agar agar (polisaccaride acido) e carragenani; in alcune alghe rosse manca la cellulosa, al posto della quale ci sono xilani e mannani.
I cloroplasti di queste alghe hanno tilacoidi che restano isolati, disposti più o meno parallelamente tra loro e non associati in lamelle. Un unico tilacoide periferico avvolge tutti quelli interni. Lungo le membrane tilacoidali si trovano allineati i ficobilisomi. I cloroplasti hanno forma stellata, reticolata o lobata. Le rodofite non hanno reticolo endoplasmatico. I cloroplasti hanno il pirenoide. La loro sostanza di riserva è l'amido delle floridee.
La maggior parte della alghe rosse ha un tallo molto elaborato, fatto dall'aggregazione di numerosi filamenti cellulari nei quali le singole cellule sono collegate mediante delle sinapsi chiamate Pit connections, che sono delle perforazioni che mettono in comunicazione cellule contigue di uno stesso filamento e nelle quali si deposita materiale glicoproteico di forma lenticolare. Tra cellule di filamenti diversi si possono formare delle Pit connections secondarie, in questo caso, preliminarmente si forma una cellula laterale che poi viene riassorbita. Pit connections secondarie si possono formare anche tra cellule di organismi diversi, legati tra loro da un rapporto simbiontico.

### Utilizzo da parte dell'uomo
Alcune specie di alghe rosse sono utilizzate dall'uomo come cibo; le specie Palmaria palmata e la Porphyra sono molto diffuse nelle tavole dell'Arcipelago britannico.
Nella cucina asiatica le rodofite sono utilizzate sia come alimento (nori) o per produrre agar agar, carragenina o altri additivi alimentari. L'alto contenuto di vitamine (soprattutto la vitamina C), il buon contenuto proteico e la facilità di coltivazione, hanno favorito l'utilizzo alimentare di queste alghe che si è sviluppato in Giappone già a partire da oltre 300 anni fa.
Infine un altro studio condotto nel 2020 ha mostrato che le alghe rosse possono inibire la replicazioni di virus, ad esempio quello del COVID-19.

## Galleria d'immagini

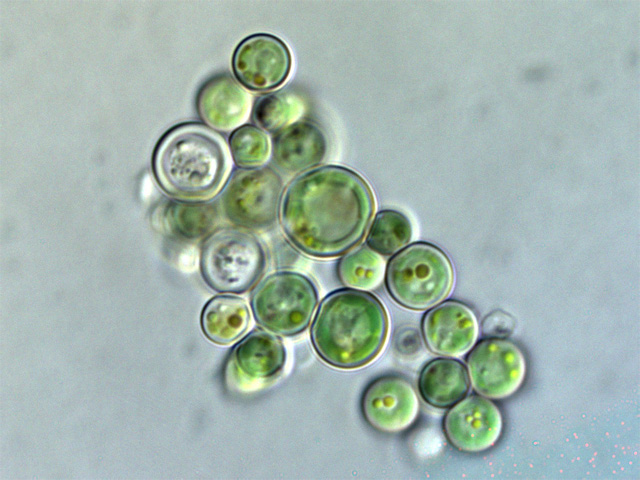
Cyanidium sp., Cyanidiophyceae
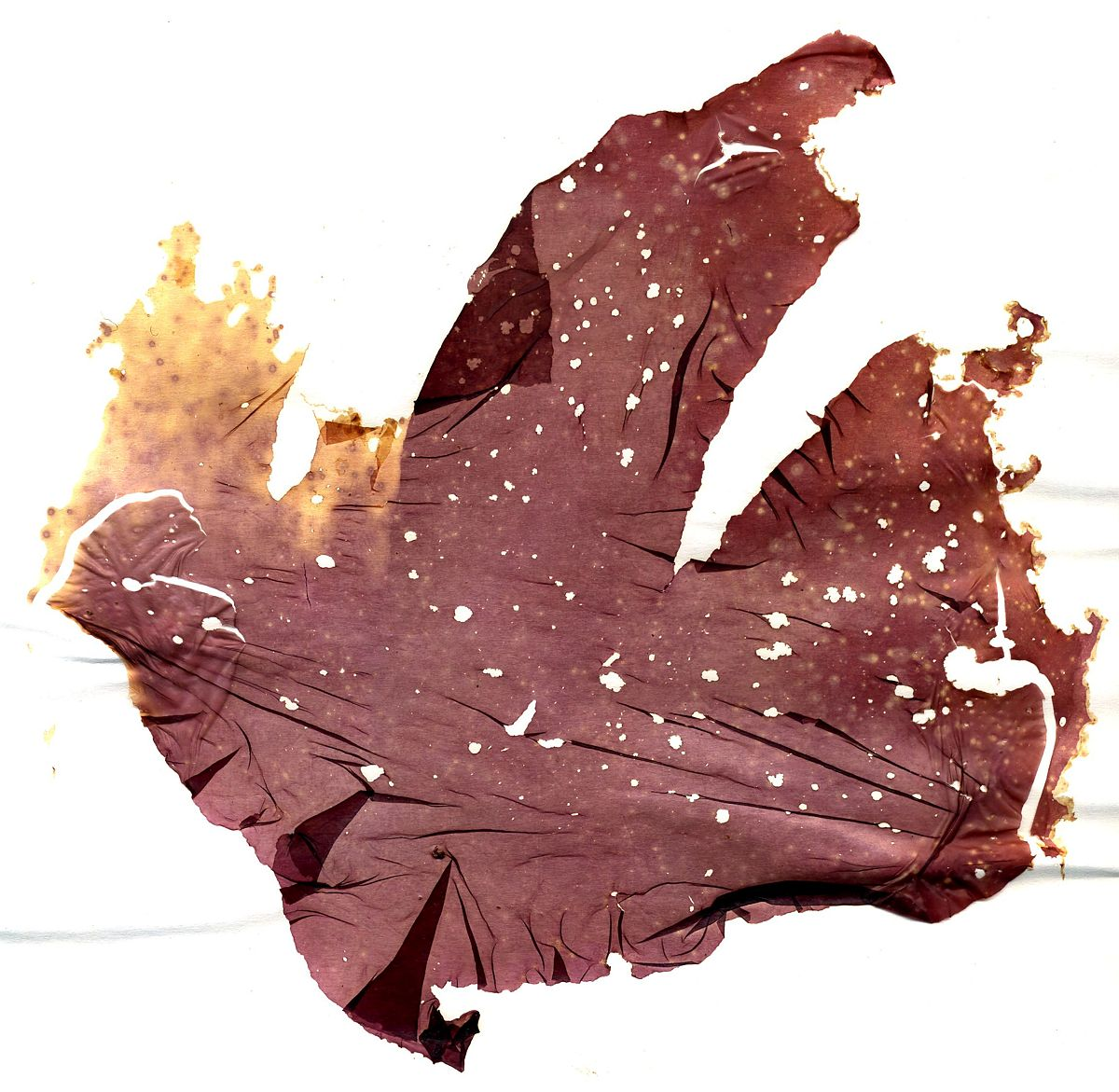
Porphyra purpurea, Bangiophyceae
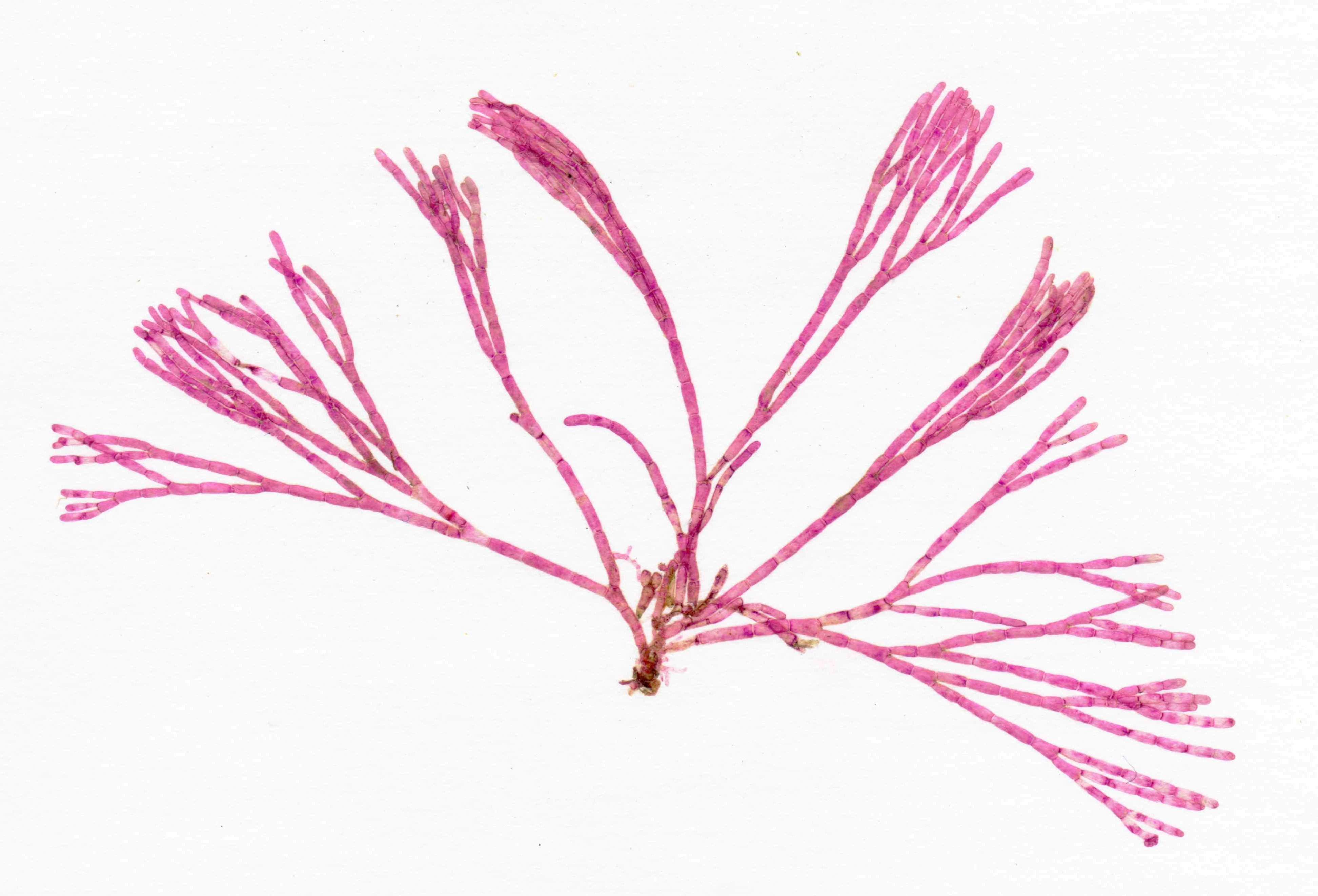
Bornetia secundiflora, Florideophyceae
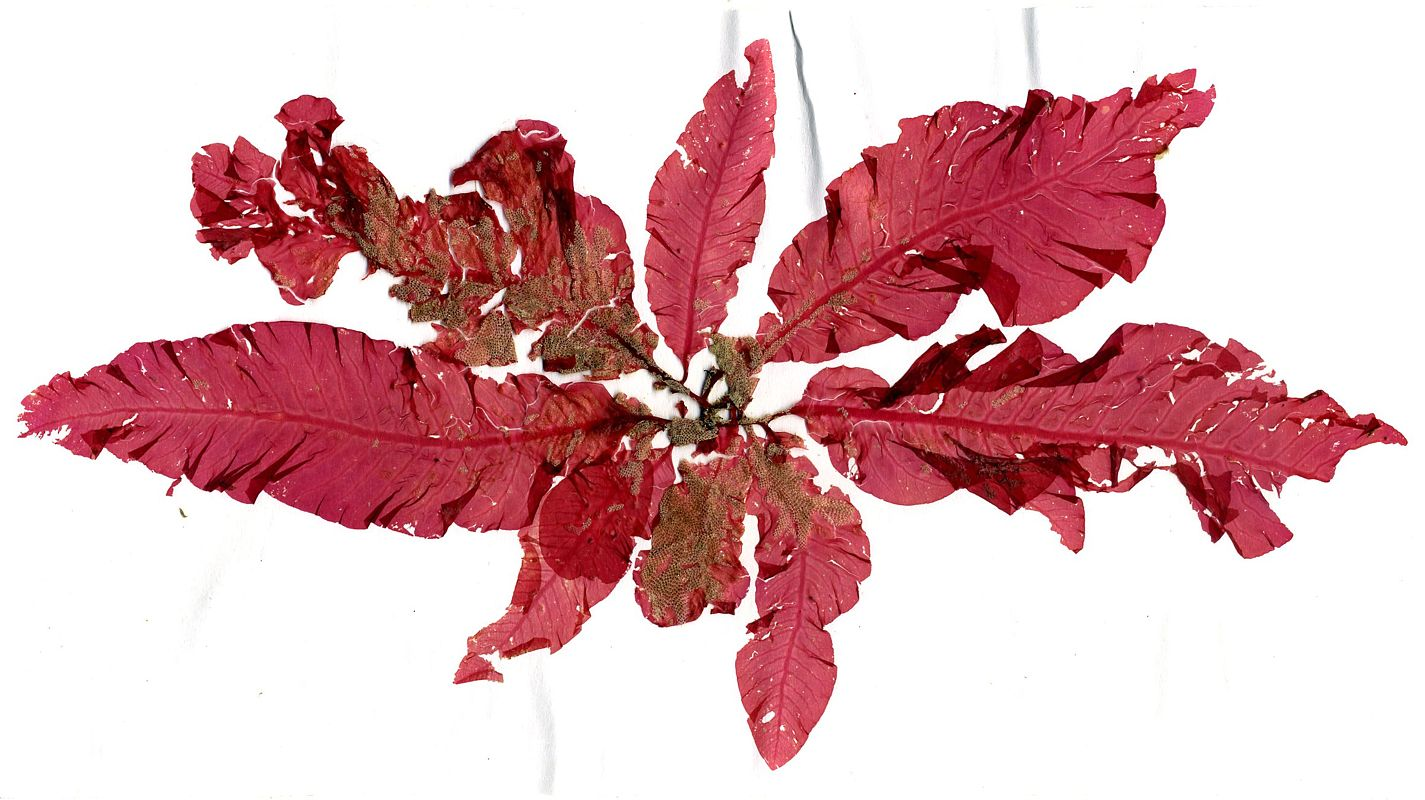
Delesseria sanguinea, Florideophyceae
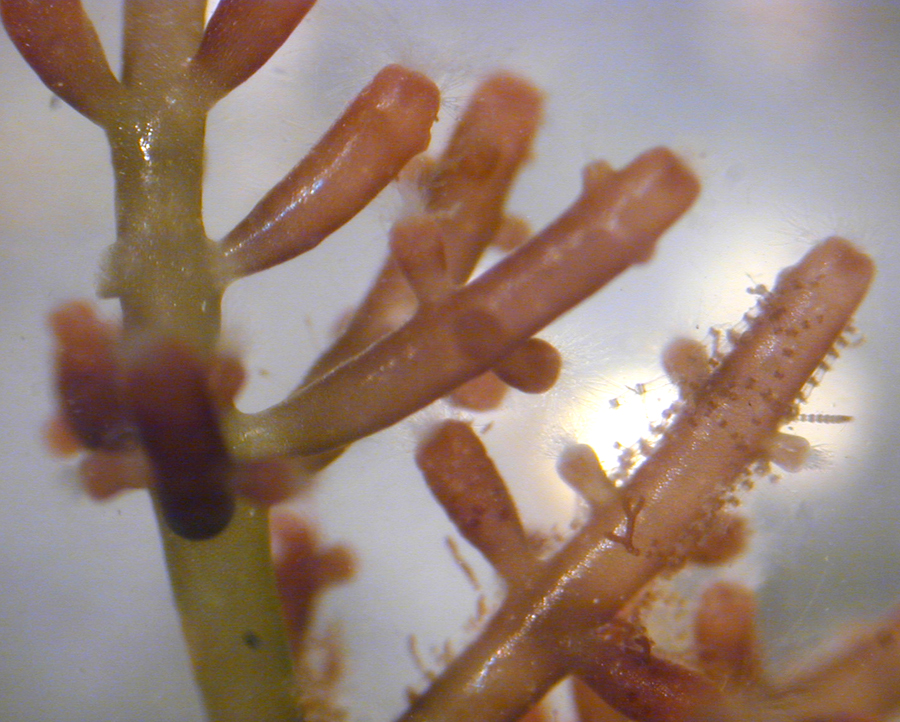
Laurencia sp., Florideophyceae
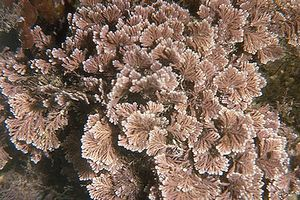
Ellisolandia elongata, Florideophyceae
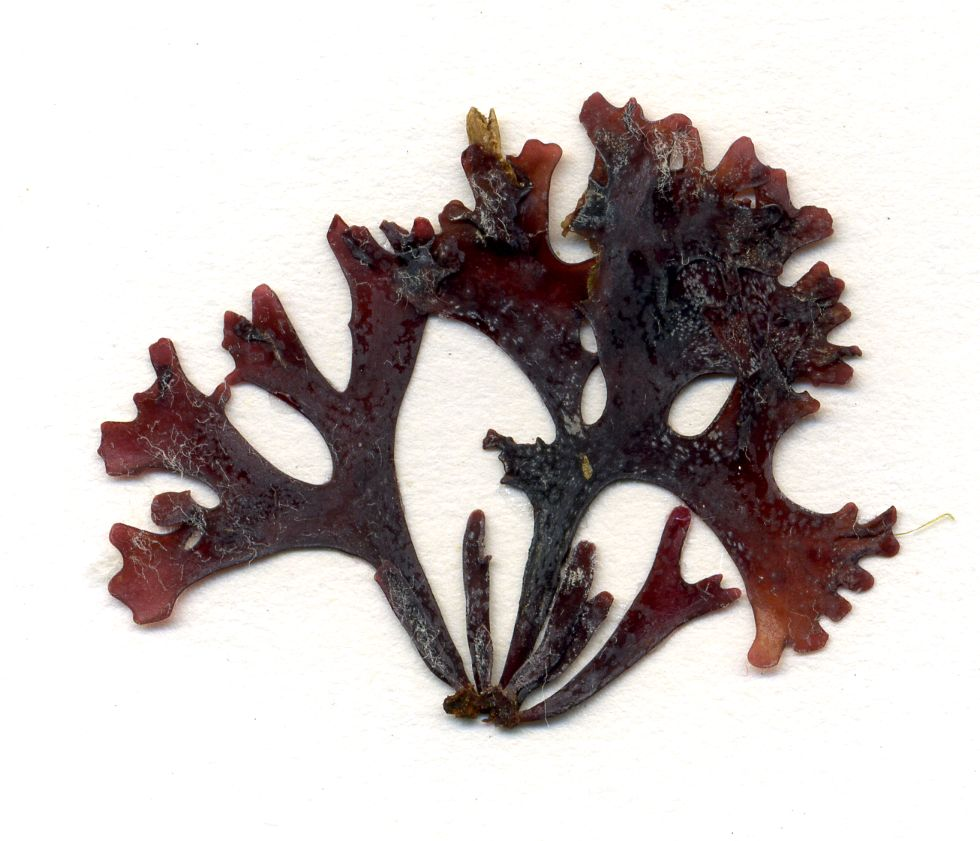
Chondrus crispus, Florideophyceae
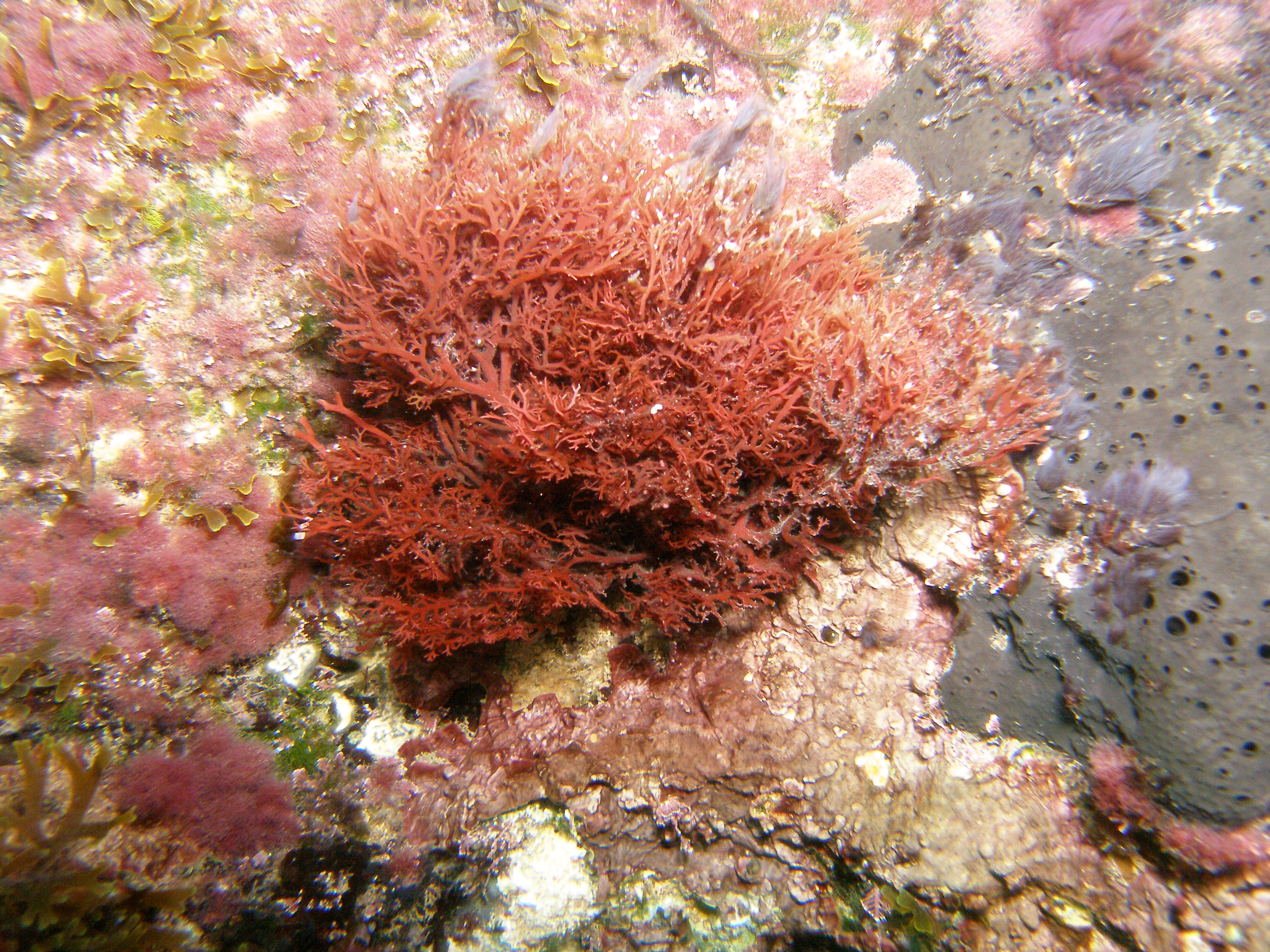
Sphaerococcus coronopifolius, Florideophyceae
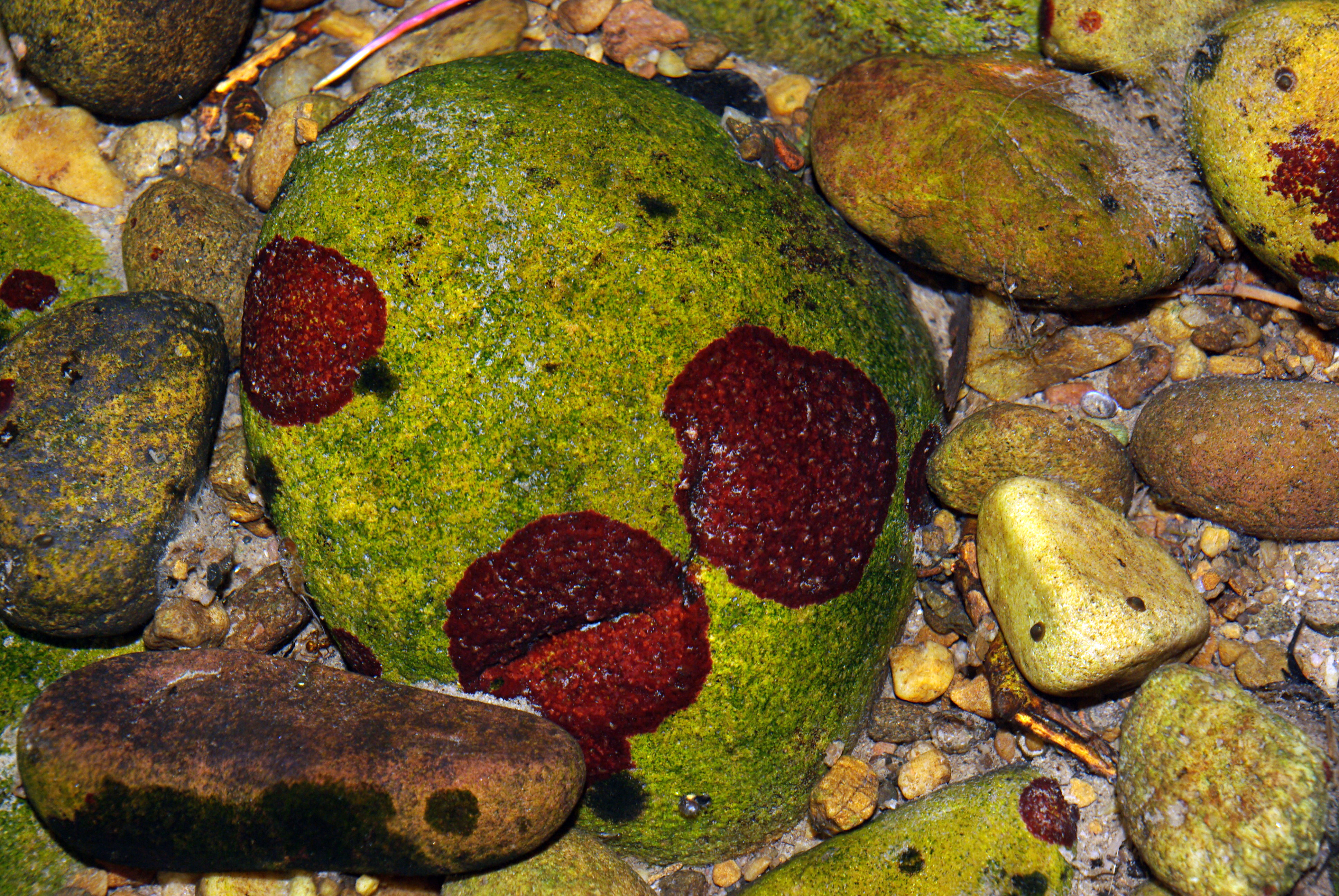
Hildenbrandia rivularis, Florideophyceae
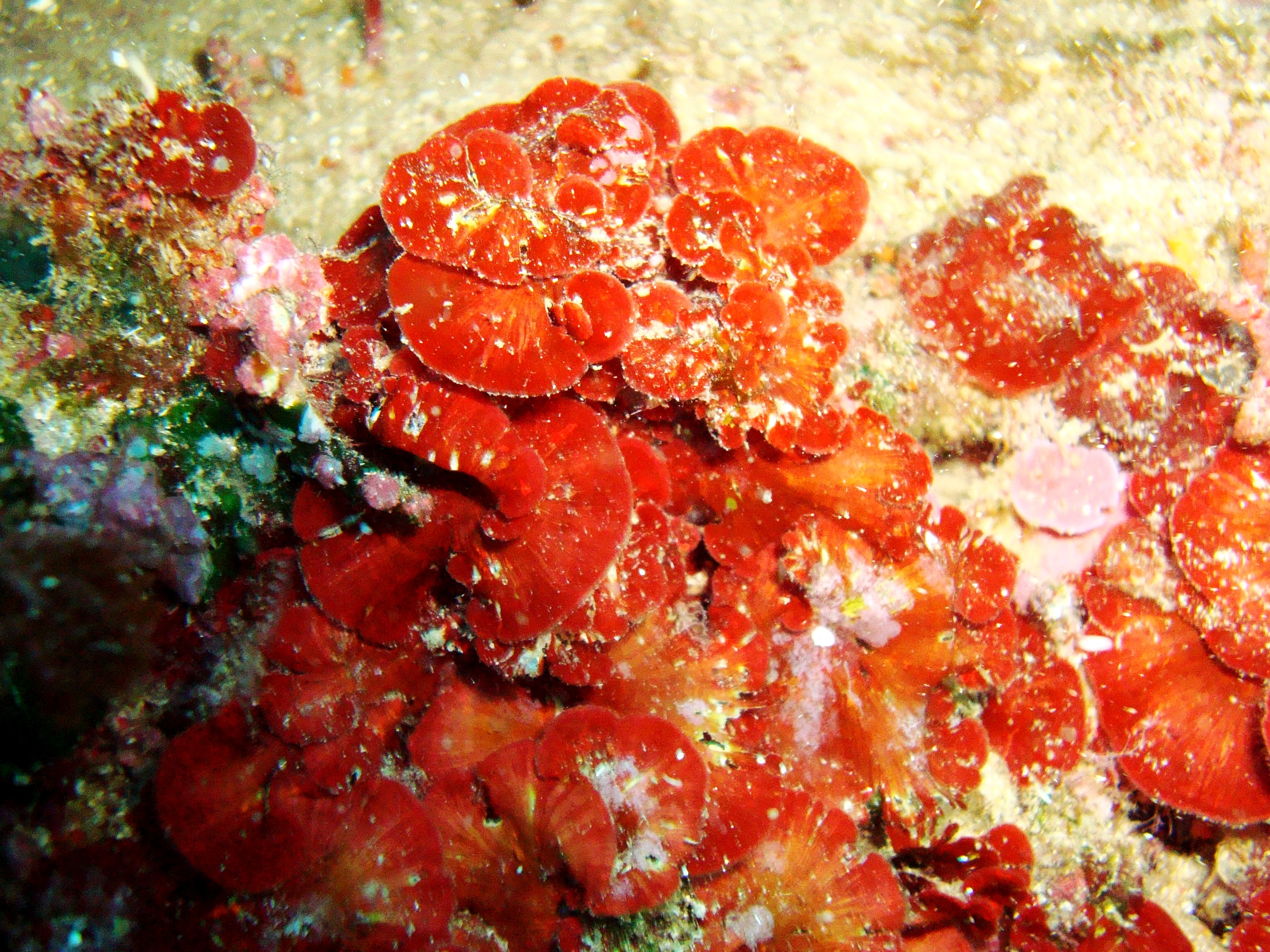
Peyssonelia squamaria, Florideophyceae
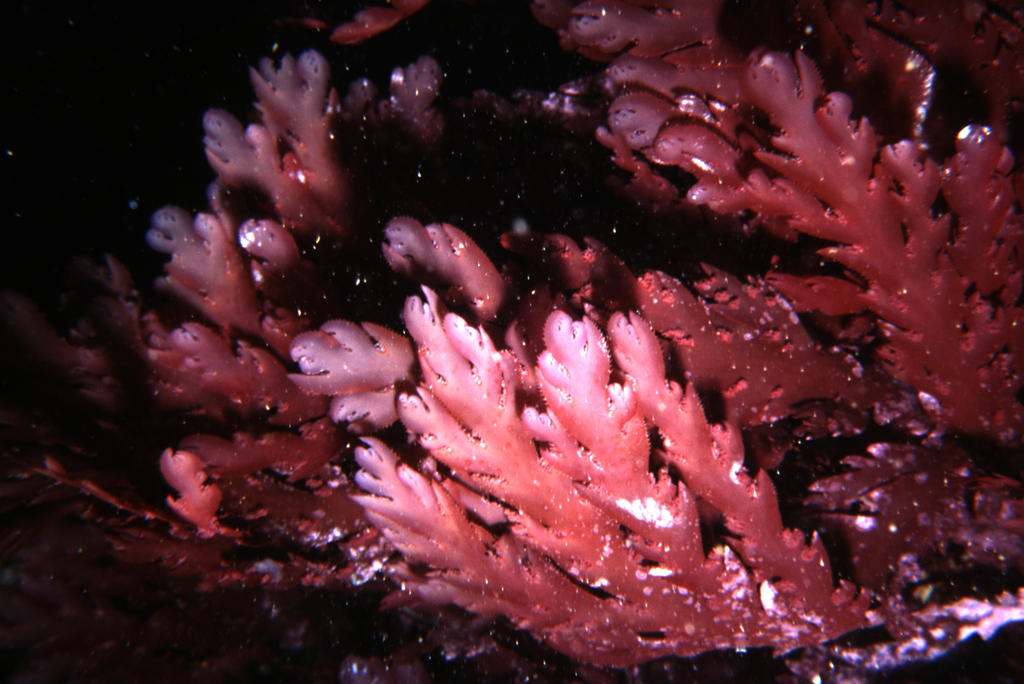
Plocamium corallorhiza, Florideophyceae
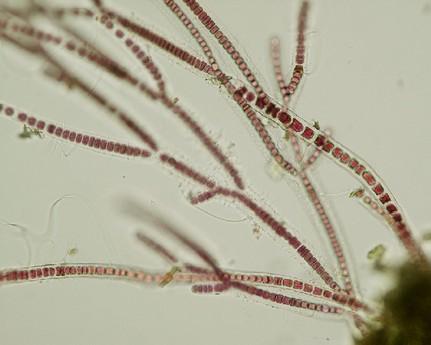
Stylonema alsidii, Stylonematophyceae